# Алекс Бренес
Алекс Бренес (на испански: Alex Brenes) е професионален покер играч от Коста Рика, роден в Сан Хосе, Коста Рика на 17 януари 1964 г.

## Биография
Той е брат на професионалиста Умберто Бренес и на Ерик Бренес, като тримата братя са наричани Кръстниците на костариканския покер.
Бренес печели световния покер турнир (World Poker Tour) през 2005 г.